# Третьяков, Фома Иванович
Фома Иванович Третьяков (ум. после 1565) — русский военный и государственный деятель, воевода в царствование Ивана Васильевича Грозного.

## Биография
Единственный сын печатника и казначея Ивана Ивановича Третьякова. В ноябре 1547 года Фома Третьяков упоминается на свадьбе брата царя, удельного князя Юрия Васильевича Углицкого, и княжны Ульяны Фёдоровны Палецкой.
В 1550 году Ф. И. Третьяков был послан «по крымским вестем» в Серпейск и Мещовск (Мезецк) собирать там детей боярских, чтобы идти с ними на помощь Белёву, осажденному татарами. В 1554 году водил сторожевой полк из Галича в карательный поход на казанцев и черемисов. В 1557 году — наместник в Брянске.
В 1558 году — первый воевода в Красном, откуда водил сторожевой полк к Рывголу против ливонских крестоносцев. В 1562 году — наместник в Путивле. С 1563 года — второй после Василия Прозоровского воевода в Черниговe, где в 1564 году отбивал от города литовское войско под командованием Павла Сапеги. В сентябре 1564 года черниговский воевода Фома Третьяков сообщал в Москву, что «приходили литовские люди к Чернигову Павел Сапега да литовские рохмистры, а с ними многие люди. И они литовских людей от города отбили и многих литовских людей побили и знамя Сапегино взяли».
В 1565 году — второй воевода в Туле, затем был послан в Полоцк.
Фома Иванович Третьяков скончался, оставив после себя двух сыновей: Семёна и Алексея.